# Eлена од Броса
Елена де Брос (Италијански: Elena di Brosse; 1460. године, Француска - 1484. године, Казале-Монферато, Монферат) - ћерка грофа де Пентиевре Жана II де Броса из династије де Брос; ожењен - маркизом од Монферата.

## Биографија
Елена де Брос је рођена око 1460. године у краљевству Француске. Била је ћерка Жана II де Броса, грофа де Пентиевра, господина де Бусака и Сен-Севера и Никол де Блоа-Шатијон, принцезе од Бретање, грофице де Пентиевре и виконтесе де Лимож, братанице Жана де Блоа-Шатијона, грофа де Пентиевре. Њена старија сестра била је Бернарда де Брос, која се удала за маркиза Вилијама VIII, старијег брата њеног будућег мужа.
Године 1484, грофица Елена де Брос се удала за маркиза Бонифација III. Постала је друга жена маркгрофа удовца. Годину дана касније, у доби од 24 године, маркиза Елен де Брос је изненада умрла, маркиз Бонифације III и маркиза Елена нису имали деце.